# Hamish Kerr
Pour les articles homonymes, voir Kerr.
Hamish Kerr, né le 17 août 1996, est un athlète néo-zélandais, spécialiste du saut en hauteur.
En 2024 il devient champion olympique de la spécialité.

## Carrière
Le 26 juin 2019, Hamish Kerr égale le record national en 2,30 m pour remporter le titre des Championnats d'Océanie à Townsville, cette performance le qualifiant pour les Championnats du monde à Doha.
En 2021, il améliore son record avec 2,31 m. Aux Jeux olympiques de Tokyo, il termine 10e avec un saut à 2,30 m.
En 2022, il remporte son septième titre national en hauteur, avant de décrocher la médaille de bronze aux championnats du monde en salle de Belgrade, ex aequo avec l'Italien Gianmarco Tamberi et avec la même hauteur que le deuxième, le Suisse Loïc Gasch : 2,31 m. Cette marque améliore de 15 centimètres l'ancien record national en salle.
En extérieur, lors de la saison estivale, il ne franchit au mieux que 2,25 m et échoue à se qualifier pour la finale des championnats du monde de Eugene. Le 3 août, il décroche la médaille d'or des Jeux du Commonwealth de Birmingham avec 2,25 m, devançant aux essais l'Australien Brandon Starc, et l'Indien Tejaswin Shankar (2,22 m).
Le 14 février 2023, lors du Banskobystrická latka de Banská Bystrica, il bat le record d'Océanie en salle de la discipline avec 2,34 m, améliorant d'un centimètre le record détenu depuis 1997 par Tim Forsyth.

### Champion du monde en salle et champion olympique (2024)
Aux championnats du monde en salle disputés en mars 2024 à Glasgow, Hamish Kerr établit la meilleure performance mondiale de l'année ainsi qu'un nouveau record d'Océanie en franchissant 2,36 m à son deuxième essai.
En finale des Jeux olympiques d'été de 2024, Hamish Kerr égale son record personnel en franchissant 2,36 m à son premier essai, et se retrouve ex-æquo en tête du concours avec l'Américain Shelby McEwen. Alors qu'ils auraient pu se partager la médaille d'or comme Mutaz Essa Barshim et Gianmarco Tamberi en 2021 à Tokyo, les deux hommes décident de disputer un barrage. Après des échecs à 2,38 m puis 2,36 m, le titre revient à Hamish Kerr qui est le seul à franchir 2,34 m, McEwen remportant la médaille d'argent.

## Palmarès
| Date | Compétition                        | Lieu                               | Résultat | Marque  |
| ---- | ---------------------------------- | ---------------------------------- | -------- | ------- |
| 2019 | Championnats d'Océanie             | Townsville                         | 1er      | 2,30 m  |
| 2019 | Universiade                        | Naples                             | finale   | NM      |
| 2021 | Jeux olympiques                    | Tokyo                              | 10e      | 2,30 m  |
| 2022 | Championnats du monde en salle     | Belgrade                           | 3e       | 2,31 m  |
| 2022 | Championnats d'Océanie             | Mackay                             | 1er      | 2,24 m  |
| 2022 | Jeux du Commonwealth               | Birmingham                         | 1re      | 2,25 m  |
| 2023 | Circuit mondial en salle de l'IAAF | Circuit mondial en salle de l'IAAF | 1er      | détails |
| 2024 | Championnats du monde en salle     | Glasgow                            | 1er      | 2,36 m  |
| 2024 | Jeux olympiques                    | Paris                              | 1er      | 2,36 m  |
| 2025 | Championnats du monde en salle     | Nankin                             | 2e       | 2,28 m  |

## Records
| Épreuve         | Épreuve   | Marque      | Lieu        | Date         |
| --------------- | --------- | ----------- | ----------- | ------------ |
| Saut en hauteur | Plein air | 2,36 m      | Saint-Denis | 10 août 2024 |
| Saut en hauteur | En salle  | 2,36 m (AR) | Glasgow     | 3 mars 2024  |